# Вокер Тауншип (округ Гантінгдон, Пенсільванія)
Вокер Тауншип (англ. Walker Township) — селище (англ. township) в США, в окрузі Гантінгдон штату Пенсільванія. Населення — 1963 особи (2020).

## Демографія
Згідно з переписом 2010 року, у селищі мешкало 1947 осіб у 773 домогосподарствах у складі 583 родин. Було 874 помешкання
Расовий склад населення:
| - 98,4 % — білих - 0,7 % — азіатів - 0,2 % — корінних американців - 0,2 % — чорних або афроамериканців |

До двох чи більше рас належало 0,7 %. Частка іспаномовних становила 0,5 % від усіх жителів.
За віковим діапазоном населення розподілялося таким чином: 23,3 % — особи молодші 18 років, 58,5 % — особи у віці 18—64 років, 18,2 % — особи у віці 65 років та старші. Медіана віку мешканця становила 44,2 року. На 100 осіб жіночої статі у селищі припадало 95,5 чоловіків;  на 100 жінок у віці від 18 років та старших — 94,5 чоловіків також старших 18 років.
Середній дохід на одне домашнє господарство  становив 70 163 долари США (медіана — 58 403), а середній дохід на одну сім'ю — 78 641 долар (медіана — 64 554). Медіана доходів становила 48 036 доларів для чоловіків та 33 333 долари для жінок. За межею бідності перебувало 7,5 % осіб, у тому числі 10,8 % дітей у віці до 18 років та 4,4 % осіб у віці 65 років та старших.
Цивільне працевлаштоване населення становило 1027 осіб. Основні галузі зайнятості: освіта, охорона здоров'я та соціальна допомога — 27,8 %, публічна адміністрація — 13,0 %, виробництво — 13,0 %.